# Жанна д'Арк (футбольний клуб)
Футбольний клуб «Жанна д'Арк» (фр. Association Sportive et Culturelle Jeanne d'Arc) — сенегальський професійний футбольний клуб, який базується в місті Дакар. Клуб був заснований у 1974 році, та є одним із найстарших не лише в Сенегалі, а й взагалі в Африці. Клуб початково грав домашні матчі на стадіоні «Леопольд Сенгор» місткістю 60 тисяч глядачів, проте пізніше розпочав грати на стадіоні «Стад Демба Діоп» місткістю 15 тисяч глядачів. «Жанна д'Арк» грає в дивізіоні Насьйональ 1, третьому за рівнем дивізіоні сенегальського футболу, куди команда опустилася після вильоту з Прем'єр-ліги, найвищого дивізіону країни, за підсумками сезону 2010—2011 років. Клуб є одним із найтитулованіших у Сенегалі, 10 разів ставав чемпіоном країни, та 6 разів ставав володарем Кубка Сенегалу.

## Титули і досягнення
- Чемпіон Сенегалу (10): 1960, 1969, 1973, 1985, 1986, 1988, 1999, 2001, 2002, 2003
- Володар Кубка Сенегалу (6): 1962, 1969, 1974, 1980, 1984, 1987